# Udev
udev es el gestor de dispositivos que usa el núcleo Linux en su versión 2.6. Su función es controlar los ficheros de dispositivo en  /dev. Es el sucesor de devfs y de hotplug, lo que significa que maneja el directorio /dev y todas las acciones del espacio de usuario al agregar o quitar dispositivos, incluyendo la carga de firmwares.

## Motivación
En un sistema Linux tradicional (sin udev ni devfs), en el directorio /dev hay nodos de dispositivo creados para cada dispositivo conocido, esté o no en el sistema. Se dice que es un conjunto de ficheros estático, ya que los nodos no cambian.
Además, la forma de acceder a un periférico concreto no es siempre la misma, ya que depende de qué otros aparatos hay conectados:
si se conectan los discos A y B, se llamarán disco1 y disco2 respectivamente. Pero si está solo un disco (el B, por ejemplo), se llamará disco1, porque solo hay uno. El B ha cambiado de nombre.
Este modelo de gestión de dispositivos da algunos problemas:
- el directorio /dev es enorme y difícil de manejar, ya que incluye todos los dispositivos posibles
- los números mayor y menor que se asocian a cada dispositivo se estaban acabando
- los usuarios necesitan que cada dispositivo sea accesible de la misma manera; no aceptarán que por conectar un disco USB al sistema tengan que reconfigurar la cámara de vídeo.
- los programas necesitan poder detectar cuándo se ha conectado o desconectado un dispositivo, y cuál es la entrada que se le ha asociado en /dev

udev soluciona estos problemas, sobre todo el de poder acceder a un dispositivo con un nombre siempre fijo. Ésta fue la razón por la que se hizo udev, ya que antes estaba devfs, que solucionaba alguno de estos problemas, pero no todos (véase sección Diferencias con devfs).

## Características
udev resuelve los problemas anteriores de la siguiente forma:

### Solo dispositivos conectados
udev mantiene en /dev solo las entradas correspondientes a los dispositivos que hay conectados al sistema. Así se soluciona el problema del /dev superpoblado.

### No se usa mayor y menor
No se usa el número mayor y menor para reconocer a cada dispositivo. Puede funcionar incluso aunque estén elegidos al azar. Por tanto, no le afecta el que se acaben las combinaciones mayor/menor asignables.

### Permite dar nombre fijo
Permite dar un nombre fijo para cada dispositivo, por ejemplo cámara, sin que éste dependa de qué otros dispositivos hay conectados ni del orden en que se han conectado.
Un disco duro, por ejemplo, se reconoce por el identificador de su sistema de ficheros, el nombre del disco, y el conector físico en el que está.

### Avisa a los programas
Avisa mediante mensajes D-BUS para que cualquier programa del espacio de usuario pueda enterarse cuando un dispositivo se conecta o desconecta (esto es útil para HAL). También permite a los programas consultar la lista de dispositivos conectados y la forma de acceder a cada uno.

### Todo en espacio de usuario
udev hace que toda la política de nombres de dispositivo esté en espacio de usuario, y no en el núcleo.
Esto hace posible que un programa cualquiera pueda decidir el nombre de un dispositivo, por ejemplo basándose en sus características. No es necesario modificar el núcleo si no se está conforme con el nombre que se le da a un dispositivo.
Otra ventaja de tener el demonio de udev (udevd) en espacio de usuario es que esta memoria se puede llevar a disco (al espacio de intercambio), a diferencia de la memoria de núcleo.
Esto lo hace apropiado para sistemas embebidos con poca memoria física.

### Otras características
udev respeta la forma de nombrar dispositivos definida en el LSB, aunque permite que los usuarios usen otros nombres.
El proceso (udevd) ocupa poca memoria y no necesita ejecutarse siempre. Esto también favorece a los sistemas embebidos y equipos poco potentes.

## Diferencias con devfs
devfs también se hizo para solucionar algunos de los problemas originales, pero no todos. Los autores de udev explican en  (en inglés) las razones por las que udev es mejor que devfs.
Resumiendo:
- devfs solo muestra en /dev los dispositivos conectados, al igual que udev
- devfs no soluciona el problema de los números mayor/menor que se acaban, ya que no permite que sean dinámicos
- devfs no permite dar un nombre fijo a cada dispositivo (ésta es la razón por la que se hizo udev)
- devfs, al igual que udev, permite que los programas sepan cuándo se conecta o desconecta un dispositivo, mediante consultas a un proceso demonio
- en devfs la política de nombres de dispositivo sigue dentro del núcleo, no en los programas
- devfs no sigue el estándar de nombres definido en LSB
- devfs es pequeño, pero se encuentra en espacio de núcleo, que es memoria que no se puede llevar a disco

## Implementación
udev se ejecuta mediante un demonio: el proceso udevd, que detecta cuándo se ha conectado o desconectado un dispositivo del sistema.
Cuando pasa uno de estos eventos, udev obtiene información de contexto (subsistema del núcleo, conector físico usado, nombre dado por el núcleo, ...) y también del propio dispositivo (número de serie, fabricante, ...).
Esta información la puede encontrar mediante los datos que hay en /sys, en donde está montado el sistema de ficheros sysfs, del que se encarga el núcleo (versión 2.6 y posteriores).
Un conjunto de reglas (en /etc/udev/rules.d/) deciden qué acción hay que hacer a partir de los datos obtenidos.
Lo que la regla hará será -probablemente- dar un nombre al dispositivo, crear el fichero de dispositivo apropiado, y ejecutar el programa que se haya configurado para que acabe de hacer funcionar el dispositivo.
Las reglas pueden asociar un nombre fijo a un dispositivo, pero también pueden llamar a un programa externo que dé más información sobre el dispositivo; así se puede conseguir un nombre más específico.

### Ejemplo de reglas
Dos posibles reglas que dan un nombre fijo a dos impresoras distintas; las dos conectadas por USB pero con un número de serie distinto (obtenido por sysfs):
```
BUS=="usb", SYSFS_serial=="W09090207101241330", \
NAME="lp_color"
BUS=="usb", SYSFS_serial=="HXOLL0012202323480", \
NAME="lp_plain"
```

## Autores
udev fue desarrollado por Greg Kroah-Hartman, con ayuda de Dan Stekloff, Kay Sievers, y muchos otros.